# Posel smrti 2
Posel smrti 2 je druhý díl adventurní trilogie, jejíž první část vytvořilo české studio Unknown Identity. Hru vytvořilo německé studio Cranberry Productions, které ji vydalo roku 2009 (v Česku 2010). Hra nepřímo navazuje na první díl, odehrává se dvanáct let po skončení prvního Posla smrti. Herní principy a atmosféra zůstala takřka stejná. Hlavní postavou je Darren Michaels (syn Samuela Gordona), Darrena nadaboval David Prachař.

## Děj
Hlavní hrdina je student fyziky Darren Michaels. Darren tráví prázdniny u své (adoptivní) matky v americkém Biddefordu (stát Maine), kde má též brigádu u fotografa Fullera (později je odhaleno, že jde o perverzního sexuálního násilníka). Darren se setkává s krásnou Angelinou, do které se zamiluje. V Biddefordu se též ukáže člen tajemného řádu, který má i prsty ve zmizení Angeliny, kterou se Darren vypraví hledat.
Pátrání ho zavede do anglické vesničky Willowcreek (známé z prvního dílu), ve které se krátce zvýšil turistický ruch, kvůli vraždám Darrenova otce Samuela Gordona. Z turismu nejvíce profituje hoteliér Murray. Darren pátrá po Angelině, postupně zjišťuje pravdu o tajuplném řádu, který se snaží bojovat s kletbou rodu Gordonů. Darren i zjišťuje, že je synem Samuela Gordona. V okolí Willowcreek opět umírají lidé za podivných okolností (slečna Valleyová, Lady Eleanor…).
Na konci Darren (neboli Adrian Gordon) zjišťuje, že je posledním mužským potomkem rodu Gordonů. Taktéž se dozvídá, že Angelina je jeho sestra, dvojče, a že právě ona stojí za podivnými vraždami ve Willowcreek, posedla ji kletba rodu Gordonů, ovšem k rituálu, který má oživit Mordreda Gordona, potřebuje právě Darrena. Řád se snažil omylem zastavit Darrena, protože očekávali, že právě on je pod vlivem kletby.
Při Rituálu se Darren setká se svou biologickou matkou, která však záhy zemře, při rituálu zemře i Angelina. Do Darrena při rituálu vstoupí Mordredova duše, je jím tedy částečně posednut.